# Roberto Aizenberg

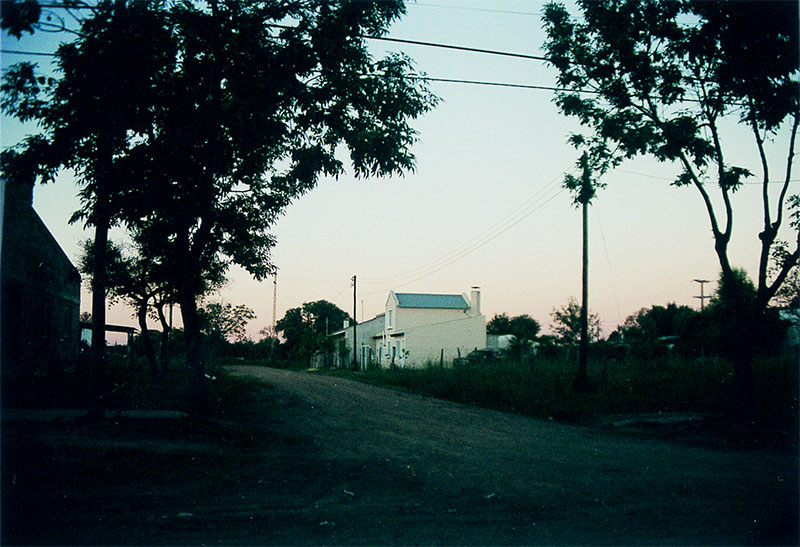
Calle Roberto Aizenberg, Federal, Entre Ríos, Argentina.

Roberto "Bobby" Aizenberg (Federal, Entre Ríos, Buenos Aires, 22 de agosto de 1928-16 de febrero de 1996) pintor y escultor surrealista de la Argentina.

Roberto Aizenberg se estableció en Entre Ríos, en la localidad de Villa Federal, ahora conocida como Federal. Cuando tenía 8 años su familia se mudó a la ciudad de Buenos Aires, en el barrio de La Paternal. Allí realizó sus estudios secundarios en el Colegio Nacional Buenos Aires. Comenzó la carrera de arquitectura pero la abandonó para dedicarse a la pintura.
Sus comienzos fueron como alumno de Antonio Berni y luego más tarde con Juan Batlle Planas, quien le inculca el surrealismo, en la década de 1950.
En 1969 el Instituto Torcuato Di Tella realizó una importante exposición retrospectiva de su obra (dibujos, collages, pinturas y esculturas).
Poco antes comenzó a convivir con la periodista y escritora Matilde Herrera y sus tres hijos. Luego de producido el golpe militar que dio origen a la dictadura conocida como Proceso de Reorganización Nacional, en 1976 y 1977, fueron secuestrados los tres hijos de su compañera y sus respectivas parejas; una de ellas, Valeria Belaustegui, estaba embarazada. Todos permanecen desaparecidos.
En 1977, a causa de la dictadura argentina de 1976-1983 debió exilarse en París. Una vez recuperada la democracia, volvió a Buenos Aires en 1984. Recibió el Premio Konex - Diploma al Mérito en 1982 y 1992.
Murió en Buenos Aires el 16 de febrero de 1996 cuando preparaba una gran exposición retrospectiva de su obra en el Museo Nacional de Bellas Artes.

## Obra
Aizenberg, como Giorgio de Chirico, admiraba la arquitectura, la idea de construcción, y en especial la arquitectura del Renacimiento. Su obra está permanentemente influida por esta fascinación sobre la que reflexionaba:

Me interesa mucho la arquitectura –me dijo–, todo lo que tiene que ver con el espacio tridimensional y no sólo con el espacio pictórico... que es bidimensional.

La obra de Aizenberg muestra torres aisladas, ciudades vacías, edificios misteriosos y deshabitados, raras construcciones poliédricas.
Utilizaba óleos de secado lento para obtener acabados perfectos, una gran densidad y un brillo fuera de lo común en sus obras. 
La crítica Laura Feinsilber habla del "rojo Aizenberg, verde Aizenberg, azul Aizenberg".
Aizenberg utilizaba una técnica de pintura en dos fases:
- la primera, utilizando el automatismo, librándose al azar;
- la segunda, excluyendo todo azar, seleccionando unos pocos bocetos de entre decenas y analizando la información generado por la fase automatista.

Prestaba una gran atención a los avances científicos referidos a los procesos cerebrales relacionados con la creación. Estudiaba apasionadamente textos sobre genética y psicología y mantenía extensas conversaciones con científicos como el biólogo Daniel Goldstein.
En este sentido Aizenberg decía:

Pienso que tomamos muy por encima, abordamos todas las actividades de la especie humana sin reflexionar que primero está la especie, el macroorganismo cuyos designios no conocemos, que a lo sumo podemos sospechar vagamente...

Aizenberg criticaba severamente la utilización de modelos en la enseñanza del arte. Para él, el modelo implicaba una "rigidez total, anacrónica, totalitaria, en el sentido de la dependencia del artista al modelo, a la autoridad del modelo, es la enseñanza del arte". El modelo, para Aizenberg, era lo opuesto a la libre expresión. Sostenía que la esencia del arte moderno era la ausencia de un modelo para copiar o de una realidad exterior que debía ser imitada.
La influencia de Juan Batlle Planas fue fundamental para Aizenberg. Batlle era un artista inclasificable destacaba la importancia del surrealismo y el psicoanálisis, y ubicaba la pasión en el centro de la actividad del artista, con el fin de utilizar el automatismo energético como agente catalizador del inconsciente colectivo.
El poeta Carlos Barbarito, autor de un libro sobre Aizenberg, destaca la presencia del silencio en la pintura de este:

¿De qué nos habla el silencio en Aizenberg? De la soledad, de la condición humana, de nuestros límites y de nuestra finitud, de la angustia.